# Gallen-Kallela Museum
Het Gallen-Kallela Museum, officieel Gallen-Kallelan Museo en ook wel bekend als Tarvaspää, is een museum in de Finse stad Espoo gewijd aan de Finse kunstenaar Akseli Gallen-Kallela.
Het werd tussen 1911 en 1913 gebouwd voor de kunstenaar. In 1958 kwam het huis in bezit van de Gallen-Kallela museumstichting en in 1961 ging het voor het eerst open voor publiek.